# The Heat 〜musica fiesta〜
「The Heat 〜musica fiesta〜」（ザ・ヒート ムジカ・フィエスタ、ザ・ヒート ムシカ・フィエスタ）は、日本の歌手中森明菜の楽曲。この楽曲は中森の41枚目のシングルとして、2002年5月2日にキティMMEよりリリースされた (12cmCD：UMCK-5060)。

## 背景
「The Heat 〜musica fiesta〜」は、2001年5月にリリースにされた「It's brand new day」に続く楽曲で、2002年5月22日発売のスタジオ・アルバム『Resonancia』からの先行シングルとして2002年5月2日にCDシングル (12cmCD: UMCK-5060)でリリースされた。その後、2005年6月1日に、moraでのデジタル・ダウンロードリリースはじめ、iTunesでも配信された。本作は、中森がデビュー20周年を迎えた2002年にキティMMEへレーベル移籍した第1弾シングルとなった。また、1993年から1997年まで中森が在籍していたユニバーサルビクター（旧MCAビクター）が2000年5月にユニバーサルミュージックに統合されたことにより、およそ5年ぶりの古巣復帰ということにもなった。スタジオ・アルバム『Resonancia』には、アルバム・バージョンでこの楽曲が収録されている。シングル・リリース前の2002年2月3日、音楽プロデューサーのURUと中森が出演したTOKYO-FMのラジオ番組『Fruits Jam』にて、この楽曲と本作2曲目の「Siesta 〜恋のままで〜」が初公開された。URUは、前作「It's brand new day」に続く使用で、本作のプロデュースに加え、スタジオ・アルバム『Resonancia』のプロデュースも手掛けた。「The Heat 〜musica fiesta〜」は、前作に続いてAdyaが作詞し、プロデューサーのURUが作曲と編曲を担当した。本作のコーラスも、前作同様にAdyaと中森が担当した。また、韓国のヒップホップグループX-LARGEがラップを担当した。レコーディングは、BE BORN STUDIO（東京）、SANGMIND STUDIO（韓国）で行われた。本曲は、TBS系テレビ『ワンダフル』5月度エンディングテーマに使用されている。「The Heat 〜musica fiesta〜」のミュージック・ビデオは、スペインと東京のスタジオの撮影し、2種類制作され、2002年7月10日発売の映像作品『Apasionado』に共に収録された。東京で撮影されたバージョンのミュージック・ビデオ「The Heat 〜musica fiesta〜 [Promotion Clip]」は、2007年6月発売の『艶華 -Enka-』の初回盤Aの特典DVDにも収録された。
シングル盤「The Heat 〜musica fiesta〜」の2曲目として発表された「Siesta 〜恋のままで〜」は、「The Heat 〜musica fiesta〜」の提供に続きAdyaの作詞に、JUSTINが作曲と編曲を手掛けた楽曲である。この楽曲はスタジオ・アルバム『Resonancia』には、「Siesta 〔Interude〕」としてインストバージョンで収録された。

## チャート成績
この楽曲は、オリコン週間シングルチャートの2002年5月13日付で、最高順位20位を記録した。同チャートには、計3週に渡ってランクインしている。

## 収録曲
| #         | タイトル                                     | 作詞      | 作曲      | 編曲      | 時間  |
| --------- | -------------------------------------------- | --------- | --------- | --------- | ----- |
| 1.        | 「The Heat 〜musica fiesta〜」               | Adya      | URU       | URU       | 4:12  |
| 2.        | 「Siesta 〜恋のままで〜」                    | Adya      | JUSTIN    | JUSTIN    | 4:32  |
| 3.        | 「The Heat 〜musica fiesta〜」(instrumental) |           |           |           | 4:13  |
| 4.        | 「Siesta 〜恋のままで〜」(instrumental)      |           |           |           | 4:31  |
| 合計時間: | 合計時間:                                    | 合計時間: | 合計時間: | 合計時間: | 17:28 |

## クレジット
「The Heat 〜musica fiesta〜」のライナー・ノーツより
- プロデューサー: URU (D4P Music Entertainment)
- ラップ: PATRICK (X-LARGE)、JEROME (X-LARGE) -M1
- ホーン・セクション: YOKAN -M1
- アコースティック・ギター: SAM LEE -M2
- コーラス: Adya・中森明菜
- Korean coordinated by kim sung wook (Bremen entertainment)
- Recorded & Mixed at BE BORN STUDIO, SANGMIND STUDIO (KOREA)
- Mastered at SONY MUSIC STUDIOS MASTERING ROOM
- Recorded & Mixed by 稲葉なるひ (Long run music)、Kim min kyong (Sangmind)
- Mastered by MITSUKAZU TANAKA (Sony Music Entertainment Inc.)
- コ・プロデュース: 森淳一 (キティMME)、鈴木順 (Halftone Music & Systems)
- A&Rチーフ: 藤倉尚 (キティMME)
- プロモーション・チーフ: MASAYUKI DANNOURA (キティMME)
- セールス・プロモーション: KENJI GOTO、CHIHO YOSHIDA (UNIVERSAL MUSIC K.K.)
- デザイン・コーディネーション: 宮本仁美 (UNIVERSAL MUSIC K.K.)
- 写真家: 塚田和徳
- ヘア&メイク・アップ・アーティスト: 中森明菜、MAKOTO SAITO
- スタイリスト: 濱田由美
- トータル・グラフィックス・デザイン: MD FACTORY INC.
- プロデューサー: YUJI ITO
- アート・コーディネーター: 小林純
- アート・ディレクター: 中島裕次
- デザイナー: NAOMI YAMATO
- エグゼクティヴ・プロデューサー: 寺林晁 (キティMME)
- エグゼクティヴ・プロデューサー&ディレクター: 門村崇志 (FAITH INC.)
- スペシャル・サンクス: Sangmind music world、X-LARGE、Jang Bo Young

## 収録アルバム
The Heat 〜musica fiesta〜
- 『BEST FINGER 25th anniversary selection』[20]